# Ukraine National Airlines
Ukraine National Airlines is een Oekraïense luchtvaartmaatschappij met thuisbasis in Kiev.

## Geschiedenis
Ukraine National Airlines werd opgericht in 1999.

## Vloot
De vloot van Ukraine National Airlines bestaat uit (maart 2007):
- 5 Antonov AN-30(A)
- 3 Antonov AN-24RV
- 5 Antonov AN-24V